# Burnout Revenge
Burnout Revenge — відеогра серії Burnout у жанрі аркадних автоперегонів з елементами гонок на виживання, розроблена студією Criterion Games та видана компанією Electronic Arts у 2005 році для ігрових приставок PlayStation 2 та Xbox . У 2006 році Burnout Revenge була портована на консоль Xbox 360.
Гра заснована на попередній частині серії — Burnout 3: Takedown . Як основний режим для проходження надано World Tour, в якому потрібно проходити події різних видів, підвищуючи свій ранг та відкриваючи нові автомобілі. Як і в попереднику, у Burnout Revenge є можливість демонтувати автомобілі суперників під час проходження подій, що дозволяє підвищувати рейтинг і на чому ґрунтуються деякі ігрові випробування та механіки. Є також різні варіанти розрахованої на багато користувачів гри.
У ході розробки аркади були збережені стиль та особливості Burnout 3: Takedown, але при цьому внесено деякі нововведення та покращення в ігровий процес. Burnout Revenge, як і попередня частина серії, одержала високі оцінки від ігрової преси. Рецензенти хвалили захоплюючий ігровий процес, видовищні аварії та відмінну графічну складову, але іноді критикували деякі спрощення, порівняно з попередником.

## Ігровий процес
Burnout Revenge є аркадною гоночною грою, виконаною в тривимірній графіці . Гра зосереджується на гоночних змаганнях та заїздах з акцентом на аварії. Від гравця потрібно керувати одним із доступних автомобілів, які представлені неліцензованими моделями та позиціонуються як своєрідна зброя. Вони мають різні показники сили аварійного переривника, маси та швидкості. У більшості автомобілів також можна вибрати один із кількох варіантів кольору.
Якщо під час руху робити різні небезпечні маневри (наприклад, їхати зустрічною смугою і виконувати стрибки на трамплінах ), це веде до заповнення шкали прискорення (Boost). Якщо використовувати прискорення, воно витрачається, але при цьому дозволяє швидко досягти максимальної швидкості автомобіля. Шкалу прискорення можна збільшити шляхом демонтажу (Takedown) автомобілів суперників: чим більше автомобілів суперників було демонтовано, тим більше разів можна збільшити шкалу прискорення (максимум — в 4 рази). Навпаки, шкала прискорень може зменшуватися до початкового рівня, якщо потрапляти в аварії і, при цьому, не демонтувати під час них автомобілі суперників. Існують різні способи демонтажу автомобілів суперників: розбивання їх машин про важкі об'єкти, падіння на них з трамплінів тощо. Потрапити гравцю в аварію можна при зіткненні з важкими, нерухомими елементами локації та зустрічними автомобілями, у той час як при зіткненні з попутним трафіком в аварію можна потрапити лише при зіткненні з автобусами, напівпричепами та трамваями — інші види транспорту відлітають від удару, а гравець продовжує рух без втрат для свого автомобіля. Після попадання в аварію деякий час гравцеві є можливість уповільнити час (Impact Time), що дозволяє переміщати автомобіль по локації, поширюючи аварію доведенням (Aftertouch). Це може допомогти демонтувати суперників під час аварії при дотику до них або, в деяких подіях, підірвати їх. Сила вибухової хвилі залежить від заповненості шкали прискорення, причому якщо вибухова хвиля не демонтує жодну машину суперника, це призведе до спустошення шкали. Дальність і сила вибухової хвилі залежить від рівня заповнення шкали прискорення, яка, своєю чергою, тим швидше заповнюється, що вище в автомобілях показник сили аварійного переривника. Якщо гравець потрапив в аварію через суперника, який його вдарив, останній відзначається червоним покажчиком: якщо демонтувати автомобіль цього суперника, то ця дія буде відзначена як реванш.

### Режими гри
Основним режимом Burnout Revenge є World Tour, що ділиться на 10 рангів. У кожному ранзі є події різних видів. Нагорода за успішне завершення кожної події – бронзова, срібна чи золота медаль (залежно від результату). Зайняте призове місце в більшості випадків відкриває доступ до нових подій та/або автомобілів. Крім цього, є система рейтингу, який тим краще, чим більше небезпечних маневрів та демонтажів відбувається під час події: максимально можлива кількість зірок рейтингу за кожну подію — 5. Що більше зірок отримано, то вище з часом стає ранг гравця: нижчий ранг – безпечний (Harmless), вищий – еліта (Elite). Події відбуваються в межах однієї з восьми локацій, заснованих на реальних місцях світу: Motor City, Sunshine Keys, Lone Peak, Angel Valley, Eternal City, White Mountain, Eastern Bay та Central Route. В одних локаціях є лише один замкнутий маршрут, в інших їх кілька; незалежно від цього, доступний під час події гравцеві маршрут обгороджений вказівниками, що рухаються, які неможливо перетнути. Залежно від події, той самий маршрут може бути прокладений як вперед, так і в зворотному напрямку. Також у кожній локації є приховані, короткі шляхи, що підсвічуються синіми стрілками. Для кожної локації передбачено список із 8 випробувань (Challenge Sheet), які можна виконувати під час різних подій (наприклад, проходження гонки без зіткнень та виконання вертикального демонтажу) та які відкривають доступ до найбільш продуктивних автомобілів гри, а також 3 демонтажу, які мають бути відображені на знімках (Takedown Book) та які виконуються у певних місцях локації (Signature Takedown).
Крім World Tour, передбачена розрахована на багато користувачів гра для двох гравців, реалізована з технологією розділеного екрану, і до шести гравців по мережі. У грі з розділеним екраном гравці змагаються, хто скільки разів переможе у подіях за одну сесію. У свою чергу, в мережній грі представлені як звичайний, так і рейтингові варіанти гри — в останньому випадку гравець за допомогою перемог у подіях підвищує свій рейтинг у списку лідерів, а поразки призводять до зниження рейтингу. Сервера Burnout Revenge були відключені в 2012 році, як наслідок онлайн-гра стала офіційно недоступна  .

### Види подій
У Burnout Revenge існують такі види подій, серед яких є як знайомі з попередніх ігор серії, так і нові. В одних видах подій присутні комп'ютерні суперники, в інших заїзд проходить поодинці. В останньому випадку, крім іншого, шкала прискорення завжди є максимально довгою і не зменшується при аваріях.
- Race є гоночним заїздом, в якому беруть участь 6 гонщиків, включаючи гравця.
- Traffic Attack — у цьому виді подій необхідно завдати якомога більше збитків (Crash Dollars) транспортному трафіку, врізаючись у попутні, а також припарковані автомобілі. Вартість завданих збитків залежить від виду транспорту: так, великий транспорт, такий як автобуси, напівпричепи та трамваї, оцінюється вище. Інтенсивність дорожнього руху та кількість припаркованих машин у цьому виді подій більша, ніж в інших. Час, за який потрібно завдавати шкоди, обмежений, проте його можна поповнювати аж до 20 секунд шляхом частого розбивання машин.
- Burning Lap є одиночним заїздом на час без участі в ньому інших гонщиків. Гравцю необхідно якнайшвидше проїхати одне коло тим чи іншим маршрутом для встановлення кращого результату.
- Road Rage — вид подій, в якому за гравцю відведений час потрібно демонтувати якнайбільше автомобілів суперників. При цьому, у автомобіля гравця є своєрідна система життів : аварії ведуть до втрати цілісності автомобіля і, як наслідок, після великої кількості аварій заїзд закінчується. Поповнювати час можна досягненням певної кількості демонтажів.
- Eliminator — у цьому виді подій так само, як і в Race, беруть участь 6 гонщиків, але кожні 30 секунд останній учасник, що їде, вибухає і вибуває з заїзду. Як наслідок, фінішної риси в даному виді подій, аналогічно Traffic Attack, немає, і гравцеві слід залишитися єдиним не підірваним учасником заїзду, не займаючи на момент закінчення часу останню позицію.
- Grand Prix Race — гоночне змагання з декількох етапів, що проходять на різних локаціях, і в якому беруть участь 6 гонщиків. Переможець визначається за сумою очок Гран-прі (GP Points), які тим більше нараховуються, чим вище зайняте місце у кожній гонці.
- Preview — даний вид подій присутній у перших восьми рангах, по одному на кожен ранг. На цю подію гравцеві приходить запрошення після певної кількості перемог у тому чи іншому ранзі. Сам вид подій аналогічний Burning Lap, але проходить на спеціальному, ще недоступному гравцеві автомобілі, який відкривається за допомогою виконання списку випробувань тієї чи іншої локації.
- Crash передбачає необхідність потрапити в аварію і, тим самим, завдати максимальної шкоди транспортному трафіку та оточенню. У цьому виді подій є автомобілі, недоступні в інших, а також свої особливості. Так, шкала прискорення служить не для швидкого досягнення максимальної швидкості, а для вибуху своєї машини, що дозволяє створити руйнівну вибухову хвилю і за допомогою доведення зіткнути автомобіль з іншими, ще не розбитими, транспортом та об'єктами. Шкала прискорення заповнюється в міру усунення автомобілів на дорозі, і при заповненні шкали до 100% вона починає спустошуватися, а гравцеві слід швидкими натисканнями відповідної кнопки знову її заповнювати, на що дається 5 секунд: чим більше заповнена шкала, тим потужнішим буде вибух, причому якщо заповнити шкалу на 100%, то звіт часу автоматично закінчується і відбувається найпотужніший вибух. Крім того, в деяких подіях цього виду на переміщення машини в повітрі впливає вітер, причому від маси автомобіля залежить, наскільки сильно її здуватиме в той чи інший бік. Локації для Crash в основному є невеликими частинами маршрутів, на яких проходять інші види подій, але можуть мати деякі відмінності в структурі для кращого потрапляння в аварію, наприклад, встановлені трампліни. У мультиплеєрі є три різновиди Crash : Crash Battle (кілька гравців одночасно влаштовують аварію), Crash Party (гравці по черзі влаштовують аварії в кілька раундів) та Crash Tour (гольф-подібна версія Crash Party ), коли гравці намагаються завдати певної кількості збитків за якомога менше спроб, після закінчення останнього раунду перемагає гравець з найменшою кількістю очок).

## Розробка та вихід гри
Вперше про створення нової частини серії Burnout стало відомо на початку 2005 року. Спочатку ходили чутки, що над проектом, на відміну від попередніх частин, не працюватиме студія Criterion Games, але пізніше ці чутки спростували видавець франшизи — Electronic Arts . Офіційний анонс нової гри серії, що отримала назву Burnout Revenge, відбувся 4 квітня 2005 року — того дня було опубліковано два перші скріншоти майбутньої гри. Розробники використовували в Burnout Revenge ігрові механіки, схожі з попередньою частиною серії - Burnout 3: Takedown . Гра також розроблялася для тих же консолей, що і попередник — PlayStation 2 і Xbox . При цьому було внесено і деякі нововведення. Так, у новій грі з'явилися демонтажі реваншу — можливість за допомогою демонтажу помститися супернику, який спричинив потрапляння гравця в аварію. Крім того, розробники реалізували можливість збивати легкий попутний трафік, на відміну від попередньої гри серії, де зіткнення з будь-яким іншим транспортом, окрім суперників, призводило до потрапляння в аварію. Покращене опрацювання зазнали і локації, які стали більш нелінійними і мають безліч розвилок. У зв'язку з усім цим, були додані нові види подій (наприклад, Traffic Attack ) і внесені невеликі зміни в раніше . У травні Burnout Revenge демонструвалася на виставці E3 Expo .

## Саундтрек
У Burnout Revenge представлений ліцензований саундтрек у жанрах рок, постхардкор та електроніка від відомих виконавців та гуртів, таких як Animal Alpha, Yellowcard, The Chemical Brothers та інших. У налаштуваннях гри є можливість прослухати музичні треки, вибрати їхній послідовний або випадковий порядок відтворення та включити або вимкнути програвання кожного з них; перервати програвання поточного та розпочати програвання наступного треку можна у будь-який час на екранах меню та під час заїздів. Крім того, у версіях для Xbox і Xbox 360 є підтримка користувальницької музики.
1. Yellowcard — " Lights and Sounds "
2. BT vs The Doors — " Break On Through (To The Other Side) "
3. The Outline — "Shotgun"
4. Apocalyptica — «Life Burns! »
5. The All-American Rejects — "Top Of The World"
6. The Chemical Brothers — "The Big Jump"
7. Pennywise — "Stand Up"
8. Dogs — "Tuned to a Different Station"
9. The Starting Line — "The World"
10. LCD Soundsystem — "Daft Punk is Playing At My House (Soulwax Shibuya Remix)"
11. OK Go — "Do What You Want"
12. Tsar — "Band — Girls — Money"
13. Andy Hunter — "Come On"
14. The Academy Is ... — "Almost Here"
15. The Dead 60s — "Riot Radio"
16. Morningwood — "Nü Rock"
17. Junkie XL — "Today"
18. MxPx — "Heard That Sound"
19. Animal Alpha — "Bundy"
20. Goldfinger — "I Want"
21. Bullet for My Valentine — " Hand of Blood "
22. Fall Out Boy — " Dance, Dance "
23. Funeral for a Friend — "All The Rage"
24. Maximo Park — "Apply Some Pressure"
25. Infusion — "Better World (Adam Freeland Remix)"
26. The Bravery — "An Honest Mistake (Superdiscount Remix)"
27. Finch — "Ink"
28. Emanuel — "The Hey Man"
29. CKY — "As The Tables Turn"
30. Billy Talent — "Red Flag"
31. Comeback Kid — "Wake The Dead"
32. Bloc Party — "Helicopter"
33. Asian Dub Foundation — "Flyover"
34. Mindless Self Indulgence — "Straight To Video (KMFDM Remix)"
35. Avenged Sevenfold — "Beast and the Harlot"
36. Timo Maas — "First Day (General Midi Remix)"
37. We Are Scientists — "The Great Escape"
38. Unwritten Law — «FIGHT »
39. The Black Velvets — "Fear and Loathing"
40. Thrice — "Lullaby"
41. Nine Black Alps — "Shot Down"

## Версії та випуски
Вихід Burnout Revenge відбувся 13 вересня 2005 в Північній Америці, 23 вересня того ж року в Європі і 20 жовтня в Японії (в останньому регіоні вийшла тільки версія гри для PlayStation 2) .
З весни 2005 року також була відома інформація про вихід нової частини Burnout на консоль нового покоління Xbox 360. Восени офіційно стало підтверджено, що Burnout Revenge вийде на Xbox 360  . Ця версія гри демонструвалася на виставці CES на початку 2006 року. Розробники створювали версію для Xbox 360 з урахуванням покращених технічних можливостей консолі, завдяки чому реалізували в цій версії HD-дозвіл, підвищену якість текстур, візуальних та звукових ефектів. Крім того, Burnout Revenge на Xbox 360 отримав ряд нововведень. Так з'явилася можливість записувати 30-секундні повтори заїздів і ділитися ними з іншими гравцями по мережі Xbox Live (Burnout Clips). Онлайн-мультиплеєр отримав систему Revenge Rivals, яка дозволяла гравцям відстежувати, скільки разів і ким вони були демонтовані або самі демонтували того чи іншого гравця. Крім цього, у версії для Xbox 360 стало більше доріг і руйнованих об'єктів на локаціях, більше локацій для подій виду Crash, перероблено меню і внутрішньоігрове відео, впроваджені система досягнень, незначні зміни в ігровий процес, а також завантажуваний контент, що включає нові автомобілі . Вихід Burnout Revenge на Xbox 360 відбувся 7 березня 2006 року в Північній Америці, 17 березня того ж року в Європі та 23 березня в Японії. 9 травня 2018 гра стала доступна на Xbox One за зворотною сумісністю .

## Оцінки та думки
Burnout Revenge, як і попередня частина серії, отримала захоплені відгуки від журналістів. Похвали були удостоєні видовищні аварії, динамічний геймплей, якісна графіка та відмінний звуковий супровід. На сайтах GameRankings і Metacritic середня оцінка гри становить 90,30% і 90/100 у версії для PlayStation 2 , 89,99% та 89/100 — для Xbox , 88,57 % і 89/100 — для Xbox 360 відповідно. Burnout Revenge неодноразово називалася однією з найкращих гоночних ігор 2005 року та здобула кілька нагород .